# Bujnyj (1901)
Bujnyj (ros. Буйный) – rosyjski niszczyciel z początku XX wieku, jedna z 22 zbudowanych jednostek typu Bojkij. Okręt został zwodowany pod nazwą „Byczok” („Бычок”) 11 sierpnia?/24 sierpnia 1901 roku w krajowej stoczni Zakłady Newskie w Petersburgu. W 1902 roku nazwę jednostki zmieniono na „Bujnyj”. Niszczyciel został wcielony do służby w Marynarce Wojennej Imperium Rosyjskiego we wrześniu 1902 roku, z przydziałem do Floty Bałtyckiej. Podczas wojny rosyjsko-japońskiej okręt został przerzucony na Daleki Wschód i wziął udział w bitwie pod Cuszimą, podczas której został samozatopiony 15 maja?/28 maja 1905 roku.

## Projekt i budowa
Okręt był jednym z 22 niszczycieli typu Bojkij zbudowanych w krajowych stoczniach, będących ulepszoną i powiększoną wersją zaprojektowanych w brytyjskiej stoczni Yarrow jednostek typu Sokoł . Zbudowany został w Zakładach Newskich w Petersburgu . Stępkę okrętu położono w 1901 roku, a zwodowany został jako „Byczok” („Бычок”) 11 sierpnia?/24 sierpnia 1901 roku . W 1902 roku nazwę jednostki zmieniono na „Bujnyj” .

## Dane taktyczno-techniczne
„Bujnyj” był niewielkim, czterokominowym niszczycielem . Długość całkowita wynosiła 64 metry, szerokość 6,4 metra i maksymalne zanurzenie 2,59 metra. Wyporność jednostki wynosiła 350 ton. Okręt napędzany był przez dwie pionowe maszyny parowe potrójnego rozprężania o łącznej mocy 5700 KM, do której parę dostarczały cztery kotły Yarrow . Dwuśrubowy układ napędowy pozwalał osiągnąć prędkość 26 węzłów . Okręt mógł zabrać zapas węgla o maksymalnej masie 80 ton, co zapewniało zasięg wynoszący 1200 Mm przy prędkości 12 węzłów .
Uzbrojenie artyleryjskie okrętu stanowiły: umieszczone na nadbudówce dziobowej pojedyncze działo kalibru 75 mm Canet L/48 oraz pięć pojedynczych dział trzyfuntowych kalibru 47 mm Hotchkiss M1885 L/40 . Jednostka wyposażona była w jedną dziobową stałą i dwie pojedyncze obracalne pokładowe wyrzutnie torped kalibru 381 mm, z łącznym zapasem sześciu torped . Ponadto okręt mógł zabrać na pokład 12–18 min .
Załoga okrętu liczyła 62–69 oficerów, podoficerów i marynarzy .

## Służba

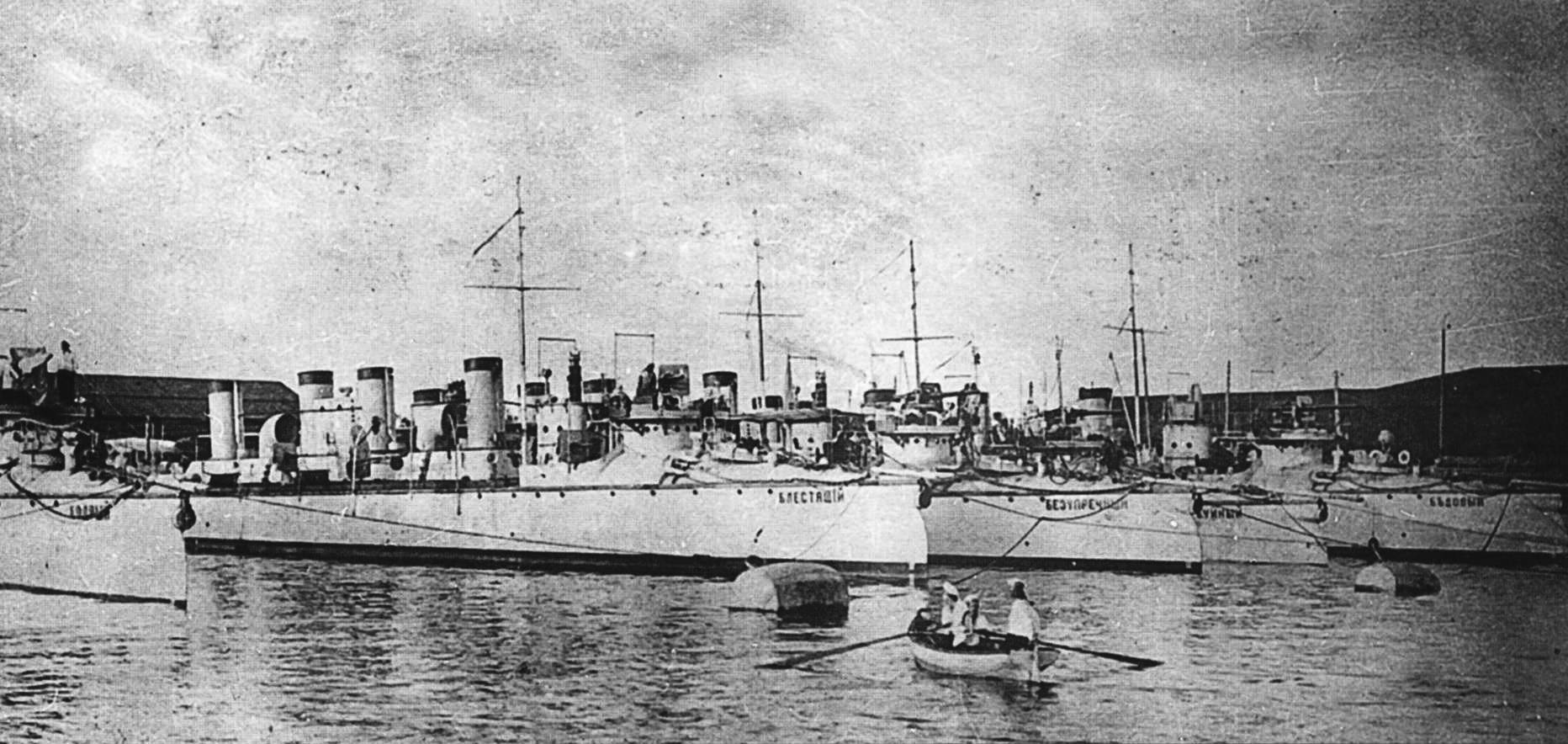
„Blestiaszczij”, „Biezupriecznyj”, „Bujnyj” i „Biedowyj” w Kronsztadzie w 1904 roku

„Bujnyj” został wcielony do służby w Marynarce Wojennej Imperium Rosyjskiego we wrześniu 1902 roku . Jednostka weszła w skład Floty Bałtyckiej.
Od jesieni 1903 roku „Bujnyj” znajdował się w drodze na Daleki Wschód, w składzie zespołu dowodzonego przez kadm. Andersa Wireniusa (pancernik „Oslabia”, krążowniki „Dmitrij Donskoj”, „Ałmaz” i „Aurora”, niszczyciele „Brawyj”, „Bodryj”, „Bystryj”, „Biedowyj”, „Biezupriecznyj” i „Blestiaszczij” oraz cztery torpedowce i trzy transportowce). W trzecim dniu wojny rosyjsko-japońskiej znajdujące się na Morzu Czerwonym okręty dotarły do Dżibuti, lecz wobec ogłoszenia przez Francję neutralności musiały opuścić port i rozpoczęły powrót do kraju. „Bujnyj” znajdował się w drugiej grupie okrętów, która na początku marca 1904 roku trafiła na Morzu Śródziemnym na silny sztorm, który spowodował zatonięcie torpedowca Nr 221 i uszkodzenie niszczyciela. 27 lutego?/11 marca grupa dotarła do Zatoki Suda, a następnie „Bujnyj” trafił na remont do Algieru, po przeprowadzeniu którego 10 maja?/23 maja dopłynął do Kronsztadu).
Już 17 kwietnia?/30 kwietnia 1904 roku rozpoczęto formowanie nowego zespołu okrętów przeznaczonego do wysłania na Daleki Wschód, który otrzymał nazwę II Eskadry Oceanu Spokojnego (jego dowódcą został mianowany kadm. Zinowij Rożestwienski). Mimo różnicy zdań odnośnie celowości wysłania większości okrętów Floty Bałtyckiej w tak daleki rejs, 2 października?/15 października port w Libawie opuściło 28 jednostek – siedem pancerników, sześć krążowników (dwa pancerne i cztery pancernopokładowe), osiem niszczycieli i siedem okrętów pomocniczych (w późniejszym czasie Eskadrę miało dogonić jeszcze sześć–siedem niegotowych w tym momencie okrętów). Niszczyciele „Bujnyj” i „Biedowyj” weszły początkowo w skład 1. zespołu pancerników kadm. Rożestwienskiego, który tworzyły „Kniaź Suworow”, „Impierator Aleksandr III”, „Borodino” i „Orioł”, transportowiec „Korieja” i holownik „Rołand”. Po dotarciu na przełomie października i listopada do Tangeru Eskadra została podzielona: zespół wadm. Rożestwienskiego udał się w dalszy rejs drogą wokół Afryki, a zespół kadm. Felkerzama popłynął przez Kanał Sueski. 
Niszczyciele „Bujnyj”, „Brawyj”, „Bystryj”, „Biedowyj”, „Bodryj”, „Biezupriecznyj” i „Blestiaszczij” opuściły Tanger 16 października?/29 października i 17 października?/30 października, docierając po dwóch dniach do Algieru, a 23 października?/5 listopada–24 października?/6 listopada do Bizerty, skąd wraz z krążownikiem „Swietłana” udały się do Zatoki Suda, dopływając tam 27 października?/9 listopada. Po długotrwałym postoju, wykorzystanym na uzupełnienie zapasów i bunkrowanie węgla, 8 listopada?/21 listopada zespół kadm. Felkerzama udał się w stronę Port Saidu, docierając do portu 11 listopada?/24 listopada. Niszczyciele jako pierwsze pokonały Kanał, dopływając do Suezu 13 listopada?/26 listopada; nazajutrz całość zespołu udała się w dalszy rejs, docierając 20 listopada?/3 grudnia do Dżibuti. Po uzupełnieniu zapasów paliwa i żywności 1 grudnia?/14 grudnia okręty opuściły Dżibuti i skierowały się w kierunku wyspy Nossi-bé, przeprowadzając po drodze w rejonie Komorów ćwiczenia artyleryjskie; zespół dotarł do portu 15 grudnia?/28 grudnia. Oprócz bunkrowania konieczne były naprawy i przeglądy maszyn i mechanizmów niszczycieli, gdyż w wyniku długiej, liczącej ponad 10 000 km podróży tylko stan techniczny „Biedowyja” i „Bodryja” umożliwiał samodzielne pływanie. 28 grudnia 1904?/10 stycznia 1905 roku Nossi-bé osiągnął zespół wadm. Rożestwienskiego i nastąpiło połączenie sił II Eskadry Oceanu Spokojnego. Wobec upadku Port Artur okręty rosyjskie rozpoczęły długotrwały postój na redzie Nossi-bé, przeprowadzając co jakiś czas ćwiczenia w strzelaniu i manewrowaniu. W dalszy rejs Eskadra wyszła dopiero 3 marca?/16 marca, obierając kurs na Cieśninę Malakka, wielokrotnie bunkrując węgiel na pełnym oceanie i docierając do jej wejścia 23 marca?/5 kwietnia. Podczas rejsu przez Ocean Indyjski na niszczycielach występowały liczne awarie maszyn i mechanizmów, które spowodowały konieczność wzięcia ich na hol przez transportowce. 26 marca?/8 kwietnia okręty rosyjskie minęły Singapur i dotarły 1 kwietnia?/14 kwietnia do Zatoki Cam Ranh. Stamtąd, po przeprowadzeniu wielu ćwiczeń oraz uzupełnieniu zapasów węgla i pożywienia na pokładach okrętów, między 9 kwietnia?/22 kwietnia a 13 kwietnia?/26 kwietnia Eskadra przepłynęła do Zatoki Wan Fong, gdzie dalej odbywały się ćwiczenia i zaopatrywanie jednostek. 26 kwietnia?/9 maja do Zatoki Wan Fong dopłynęła III Eskadra Oceanu Spokojnego pod dowództwem kadm. Nikołaja Niebogatowa, łącząc się z siłami Rożestwienskiego. 1 maja?/14 maja rosyjskie okręty wyruszyły w stronę Tajwanu, początkowo z niszczycielami na holu, jednak od 5 maja?/18 maja z powodu możliwego kontaktu z siłami japońskimi niszczyciele rozpoczęły rejs o własnych siłach, oznaczone na kominach zmieniającymi się co dobę znakami rozpoznawczymi.

### Bitwa pod Cuszimą
12 maja?/25 maja składająca się z 38 okrętów Eskadra skierowała się w stronę Cieśniny Koreańskiej. „Bujnyj” wchodził w skład 1. dywizjonu niszczycieli (wraz z „Brawym”, „Biedowym” i „Bystrym”), płynąc po lewej stronie pancerników 1. zespołu. Według wydanego przez Rożestwienskiego jeszcze 26 kwietnia?/9 maja rozkazu nr 244, niszczyciele w nadchodzącym starciu miały pełnić funkcję ratowniczą wobec pancerników, gotowe do przyjęcia na swe pokłady ich dowódców i sztaby w obliczu uszkodzeń odniesionych podczas wymiany ognia artyleryjskiego z siłami głównymi przeciwnika. Rosyjskie okręty zostały wykryte przez Japończyków rankiem 14 maja?/27 maja, którzy rozpoczęli przygotowania do bitwy. Około 10:00 główne siły Eskadry przyjęły szyk torowy, a krążowniki i niszczyciele miały osłaniać je przed spodziewanymi atakami torpedowców i niszczycieli wroga. Około godziny 13:00 rosyjskie siły główne przyjęły z powrotem szyk dwukolumnowy, a niszczyciele 1. dywizjonu („Bujnyj”, „Brawyj”, „Biedowyj” i „Bystryj”) wraz z krążownikami „Żemczug” i „Izumrud” zajęły pozycje po prawej stronie flagowego pancernika „Kniaź Suworow”. O 13:30 Rożestwienski nakazał zwrot w lewo i ponowne uformowanie sił głównych w jedną kolumnę, pociągając za sobą krążowniki i niszczyciele 1. dywizjonu. O 13:49 Rożestwienski wydał rozkaz otwarcia ognia w stronę wychodzących na kurs zbieżny pancerników japońskich z płynącym na czele „Mikasą”, które po kilku minutach również rozpoczęły ostrzał. Od godziny 14:45 „Bujnyj” i „Brawyj” uczestniczyły w akcji ratowniczej załogi zatopionego pancernika „Oslabia”, które mimo odniesionych od japońskiego ostrzału uszkodzeń wyłowiły ponad 380 osób. Między 17:00 a 17:30 dowodzony przez kmdr. por. Mikołaja Kołomiejcewa „Bujnyj” dostrzegł ciężko uszkodzonego „Kniazia Suworowa”, dobijając do burty płonącego pancernika. Na pokład niszczyciela trafił ranny wadm. Rożestwienski, szefa sztabu kmdra Clapiera de Colonguesa, sześciu oficerów i 15 członków załogi „Suworowa”, po czym „Bujnyj” popłynął w ślad za zespołem krążowników kadm. Enkwista (możliwości zabrania większej liczby osób nie było, gdyż na pokładzie okrętu znajdowało się 201 rozbitków z „Oslabii”). Ranny Rożestwieński (w prawą łopatkę, w prawe biodro, w lewą stopę i w czoło), po opatrzeniu przez pokładowego lekarza, wydał dowódcy niszczyciela rozkaz płynięcia do Władywostoku. Około 18:00 „Bujnyj” zbliżył się do płynących na końcu kolumny zespołu kadm. Enkwista niszczycieli z podniesionym na rei sygnałem o przekazaniu dowodzenia Eskadrą kadm. Niebogatowowi.
Po zakończeniu dziennego boju rosyjska eskadra wykonała zwrot na południowy zachód, chcąc uniknąć japońskich nocnych ataków torpedowych. Większość z jej dziewięciu niszczycieli była uszkodzona (w tym ciężko „Bujnyj”); podobnie uszkodzone były krążowniki. W nocy okręty Eskadry zostały rozproszone – okręt flagowy kadm. Enkwista „Oleg” przyspieszył do prędkości 18 węzłów i pociągnął za sobą pozostałe krążowniki i niszczyciele, które opuściły siły główne; większość okrętów nie mogła jednak utrzymać tej prędkości i zaczęły one w różnych miejscach zawracać (w tym „Bujnyj”), przez co jednak nie zdążyły dotrzeć do sił głównych kadm. Niebogatowa przed atakiem japońskich niszczycieli i torpedowców. W trakcie japońskiego ataku część uszkodzonych okrętów nie była w stanie utrzymać prędkości 13 węzłów, jaką rozkazał rozwinąć Niebogatow i zaczęły zostawać w tyle (pancerniki „Sisoj Wielikij”, „Admirał Uszakow” i „Nawarin”, krążowniki „Dmitrij Donskoj” i „Swietłana” oraz niszczyciele „Bujnyj”, „Biedowyj”, „Groznyj” i „Bystryj”), oświetlając reflektorami morze w poszukiwaniu atakujących Japończyków. Około 22:30 rosyjskie okręty wyłączyły reflektory, których użycie zamiast pozytywnych dla zespołu efektów przyciągały tylko atakujące niszczyciele i torpedowce przeciwnika; na „Bujnym” doszło też do awarii systemu zasilania kotłów. Nad ranem 15 maja?/28 maja stan techniczny zmierzającego samotnie w kierunku Władywostoku „Bujnyja” znacznie się pogorszył i groził zatonięciem, więc jego dowódca nadał przez radio wiadomość o konieczności przeokrętowania rannego Rożestwieńskiego. Sygnał odebrano na niszczycielu „Biedowyj”, który płynął razem z „Groznym” i krążownikiem „Dmitrij Donskoj”; okręty zastopowały w oczekiwaniu na „Bujnyja” i po jego dotarciu przetransportowano na pokład „Biedowego” rannego wiceadmirała oraz większość rozbitków z „Oslabii”. „Biedowyj” wraz z „Groznym” popłynęły pełną prędkością w stronę Władywostoku, a „Dmitrij Donskoj” pozostał przy ciężko uszkodzonym „Bujnym”, na którym doszło do kolejnej awarii prawej maszyny parowej i jednego z kotłów. Postanowiono o ewakuacji załogi i zatopieniu niszczyciela za pomocą materiałów wybuchowych, jednak wybuch nie nastąpił i „Dmitrij Donskoj” otworzył w kierunku „Bujnyja” ogień z dział kalibru 152 mm. Okręt zatonął o godzinie 11:30 w odległości 85 Mm na południe od wyspy Dagelet (na pozycji 36°10′N 131°10′E/36,166667 131,166667).